# 浣花洗劍錄 (1978年電視劇)
《浣花洗劍錄》是香港麗的電視根據古龍同名武俠小說改編的劇集，1978年12月首播。
本劇由蕭笙監製，張國榮、文雪兒等主演。這是佳藝電視倒閉後，蕭笙在麗的電視監製的首部電視劇，麗的電視因吸納佳藝部分電視人才，令武俠劇集製作水平得以改善。
蕭笙起用當時略有名氣的文雪兒和新人張國榮飾演男女主角，促成他們第一次合作，同時起用剛從麗的電視第三期藝員訓練班畢業的阮佩珍飾演要角。

## 演員表
- 張國榮 饰 方寶兒
- 文雪兒 饰 小公主
- 王書麒 飾 方寶兒（童年）
- 鄭均寧 飾 小公主（童年）
- 倫志文 飾 李珠兒
- 關月明 飾 玲兒
- 黎小田 饰 胡不愁
- 關偉倫 飾 莫不屈
- 文千歲 飾 公孫不智
- 陳植槐 飾 魏不貧
- 潘世鴻 飾 楊不怒
- 陳曼娜 饰 水天姬
- 梁　天 飾 火魔神
- 陳振華 飾 白三空
- 阮佩珍 飾 水仙花
- 朱鐵和 飾 公孫虹
- 蔡水清 飾 伽星大師
- 朱德惠 飾 金河王
- 王　偉 飾 紫衣侯
- 吳　回 飾 錦衣侯
- 陳惠敏 饰 白衣人
- 熊德誠 飾 萬子雄
- 梁漢威 飾 金祖林
- 江　濤 飾 冷冰如
- 韋基舜 飾 木郎君
- 許紹雄 飾 王半俠
- 伍永森 飾 李名生
- 盧宛茵 飾 王大娘
- 小麒麟 飾 歐陽天矯
- 羅石青 飾 呂雲
- 梁舜燕 飾 白水娘娘
- 李　亨 飾 少林掌門
- 譚一清 飾 崑崙掌門
- 許英秀 飾 峨嵋掌門
- 鄭君綿 飾 武當掌門
- 高　雄 飾 梅謙
- 林錦棠 飾 潘濟城
- 陸柱石 飾 蒋孝民
- 許淑嫻 飾 萬老夫人
- 楊澤霖 飾 青鶴柳松
- 湯錦棠 飾 飛天豹
- 蕭山仁 飾 斷一劍
- 金　山 飾 鐵金刀
- 黎灼灼 飾 丁老夫人
- 司馬華龍 飾 徐平
- 陳鵬飛 飾 土龍子
- 良　鳴 飾 趙總鏢頭
- 陳中堅 飾 彭清
- 吳　桐 飾 方寶兒父
- 夏玉麟 飾 武維揚
- 李龍基 飾 劍客

## 歌曲
本劇同名主題曲《浣花洗劍錄》由李龍基主唱，張國榮曾演繹此曲並收錄於其個人首張粵語專輯《情人箭》。

## 外部連結
- 浣花洗劍錄演員及工作人員名單